# Ilhas ABC (Alasca)

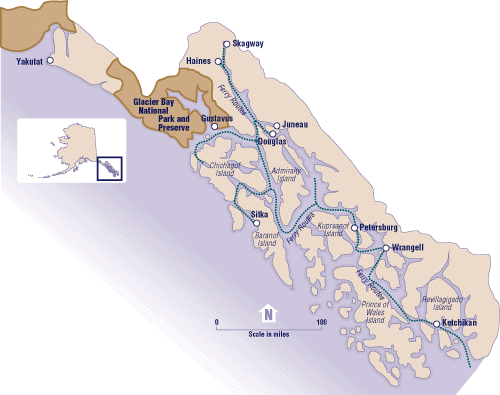
Mapa do Arquipélago Alexandre, onde se veem as ilhas ABC

As ilhas ABC do Alasca são o conjunto formado pelas seguintes três grandes ilhas, situadas no arquipélago Alexandre, ao largo do panhandle do Alasca:
- Ilha Admiralty - a 7.ª maior dos Estados Unidos
- Ilha Baranof - a 10.ª maior dos Estados Unidos
- Ilha Chichagof - a 5.ª maior dos Estados Unidos

As três ilhas são conhecidas pela vida selvagem e por serem reservas naturais protegidas, com reduzida presença de pessoas.